# Perelli
Perelli est une commune française située dans la circonscription départementale de la Haute-Corse et le territoire de la collectivité de Corse. Elle appartient à l'ancienne piève d'Alesani.

## Géographie
Perelli est située dans le parc naturel régional de Corse à 18 km de Piedicroce, à 20 km de Cervione et à 22 km de Moïta, à 45 minutes en voiture des premières plages.

## Urbanisme

### Typologie
Au 1er janvier 2024, Perelli est catégorisée commune rurale à habitat très dispersé, selon la nouvelle grille communale de densité à sept niveaux définie par l'Insee en 2022.
Elle est située hors unité urbaine et hors attraction des villes,.

### Occupation des sols
L'occupation des sols de la commune, telle qu'elle ressort de la base de données européenne d’occupation biophysique des sols Corine Land Cover (CLC), est marquée par l'importance des forêts et milieux semi-naturels (100 % en 2018), une proportion identique à celle de 1990 (100 %). La répartition détaillée en 2018 est la suivante : 
forêts (84,6 %), milieux à végétation arbustive et/ou herbacée (15,4 %). L'évolution de l’occupation des sols de la commune et de ses infrastructures peut être observée sur les différentes représentations cartographiques du territoire : la carte de Cassini (XVIIIe siècle), la carte d'état-major (1820-1866) et les cartes ou photos aériennes de l'IGN pour la période actuelle (1950 à aujourd'hui).

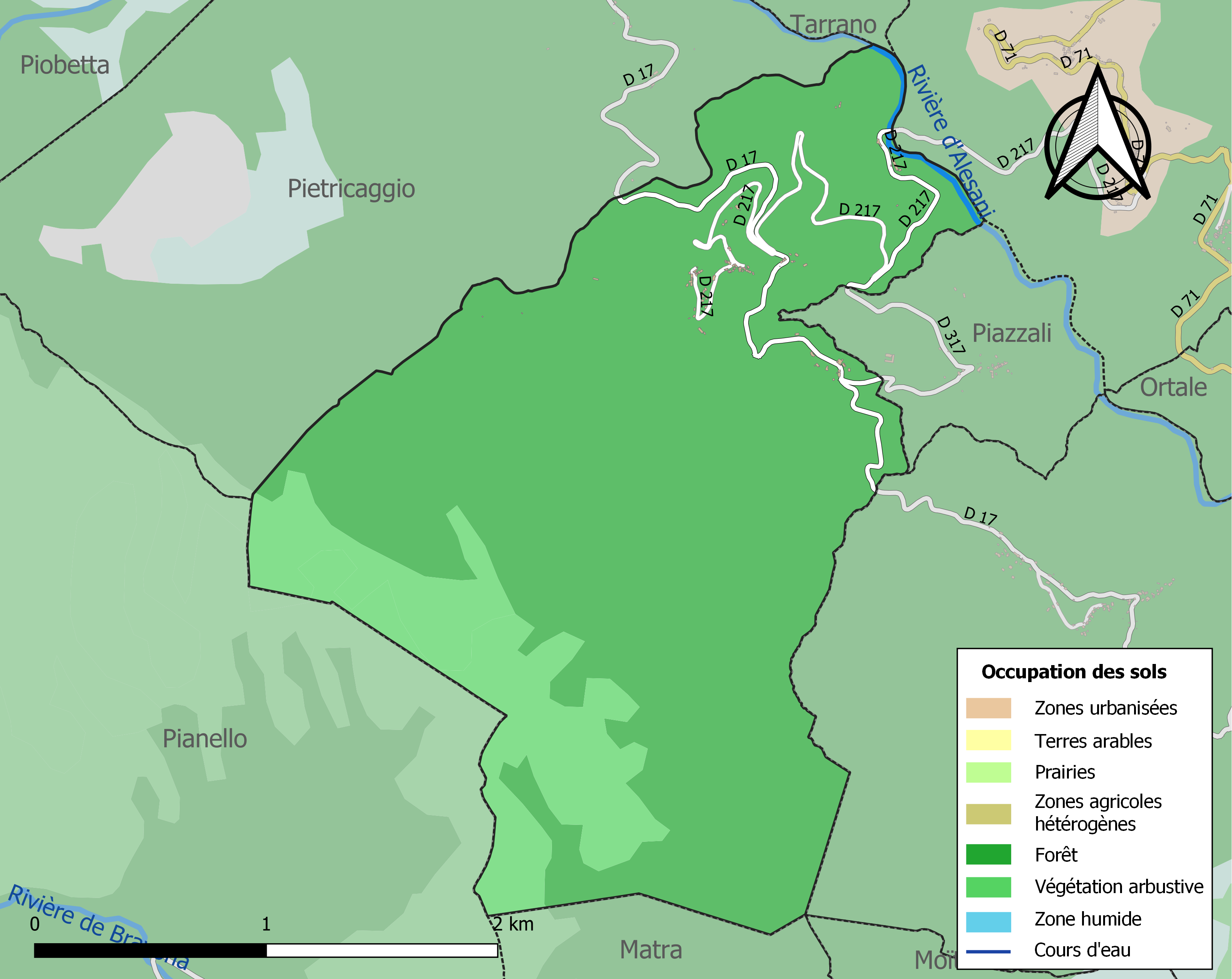
Carte des infrastructures et de l'occupation des sols de la commune en 2018 (CLC).

## Politique et administration
| Période                                  | Période   | Identité                   | Étiquette | Qualité       |
| ---------------------------------------- | --------- | -------------------------- | --------- | ------------- |
| mars 2001                                | En cours  | Jean-Hyacinthe Vinciguerra | PRG       | Fonctionnaire |
| avant 1981                               | mars 2001 | Sauveur Vinciguerra        | MRG       |               |
| Les données manquantes sont à compléter. |           |                            |           |               |

## Démographie
L'évolution du nombre d'habitants est connue à travers les recensements de la population effectués dans la commune depuis 1800. Pour les communes de moins de 10 000 habitants, une enquête de recensement portant sur toute la population est réalisée tous les cinq ans, les populations de référence des années intermédiaires étant quant à elles estimées par interpolation ou extrapolation. Pour la commune, le premier recensement exhaustif entrant dans le cadre du nouveau dispositif a été réalisé en 2006.

En 2022, la commune comptait 109 habitants, en évolution de −0,91 % par rapport à 2016 (Haute-Corse : +5,15 %, France hors Mayotte : +2,11 %).
| 1800 | 1806 | 1821 | 1831 | 1836 | 1841 | 1846 | 1851 | 1856 |
| ---- | ---- | ---- | ---- | ---- | ---- | ---- | ---- | ---- |
| 302  | 395  | 356  | 377  | 397  | 325  | 444  | 441  | 448  |

| 1861 | 1866 | 1872 | 1876 | 1881 | 1886 | 1891 | 1896 | 1901 |
| ---- | ---- | ---- | ---- | ---- | ---- | ---- | ---- | ---- |
| 419  | 385  | 379  | 382  | 450  | 367  | 351  | 345  | 506  |

| 1906 | 1911 | 1921 | 1926 | 1931 | 1936 | 1946 | 1954 | 1962 |
| ---- | ---- | ---- | ---- | ---- | ---- | ---- | ---- | ---- |
| 505  | 416  | 507  | 504  | 504  | 511  | 516  | 504  | 187  |

| 1968 | 1975 | 1982 | 1990 | 1999 | 2006 | 2011 | 2016 | 2021 |
| ---- | ---- | ---- | ---- | ---- | ---- | ---- | ---- | ---- |
| 158  | 114  | 100  | 102  | 110  | 114  | 107  | 110  | 109  |

| 2022 | - | - | - | - | - | - | - | - |
| ---- | - | - | - | - | - | - | - | - |
| 109  | - | - | - | - | - | - | - | - |

## Lieux et monuments
- Le village est composé de différents hameaux, Casella, Fungaja, Stroscia, Casanova, Piedacosta, Quercepiane, A Ferrera.
- La maison natale de Grossu Minutu.
- Le col de Muteri.
- Église Saint-Sylvestre. Tour clocher attenante à l'église.
- La chapelle Saint-Pierre-et-Saint-Paul située au lieu-dit Casella.

## Personnalités liées à la commune
Grossu Minutu de son vrai nom Pietro Giovanni, date de naissance estimée 1715. Proche de Pascal Paoli, il est le personnage dont  les bonnes phrases  sont restées ancrées dans la tradition de l'humour corse. Son style d'humour cinglant est appelé en Corse cacciata que l'on peut traduire par la répartie, la pique. Cette anecdote peut être citée en exemple : Face à un groupe  de personnes qui veulent rire à ses dépens  en le comparant à Ésope, il répond sans perdre son sang-froid, " je fais mieux que lui, il faisait parler les bêtes, moi en plus je les fais rire", Il existe un prix Grossu Minutu remis tous les ans par l'association du même nom.
Voir également Voceru.